# Кріс Венс
Джордж Крістофер (Кріс) Венс (англ. George Christopher 'Chris' Vance, нар. 30 грудня 1971, Лондон) — британський актор, найбільш відомий у ролі Джеймса Вістлера з серіалу «Втеча з в'язниці» і Френка Мартіна в серіалі «Перевізник».

## Рання життя
Венс закінчив католицьку школу Беда Преподобного (англ. St Bede's Catholic College) у Лоренс Вестон, Бристоль. Потім закінчив Ньюкаслський університет за спеціальністю «інженер-будівельник».

## Кар'єра
Венс зіграв першу серйозну роль в серіалі «Чисто англійське вбивство» і в австралійському серіалі «Стінгери». Він отримав роль Джеймса Вістлера в третьому і четвертому сезонах серіалу «Втеча з в'язниці»
У червні 2008 року він почав зйомки в серіалі «Mental», зйомки якого відбувалися в Колумбії, але серіал був закритий після 13 серії. Він також знявся у п'ятому сезоні серіалу Декстер в ролі Коула, начальника служби безпеки.

## Особисте життя
Венс познайомився зі своєю дружиною в Лондоні, вони одружилися в Австралії в 2003 році, проте в 2007 розлучились.
Його сестра Дон Венс викладач англійської мови в Англії.

## Фільмографія
Станом на  23.09.2020

| Рік       |    | Українська назва                     | Оригінальна назва       | Роль                                            |
| --------- | -- | ------------------------------------ | ----------------------- | ----------------------------------------------- |
| 2016—2020 | с  | Гаваї 5.0 / Поліція Гаваїв           | Hawaii Five-0           | Гаррі Ленгфорд (5 епізодів)                     |
| 2019      | с  | Детектив Босх                        | Bosch                   | Делтон Волш (4 епізоди)                         |
| 2015—2016 | с  | Супердівчина                         | Supergirl               | Нон (9 епізодів)                                |
| 2012—2014 | с  | Перевізник                           | Transporter: The Series | Френк Мартін (головна роль, 24 епізоди)         |
| 2011—2014 | с  | Різзолі та Айлз                      | Rizzoli & Isles         | підполковник Кейсі (Чарльз) Джонс (10 епізодів) |
| 2013      | с  | Перетинаючи межу                     | Crossing Lines          | Волф (1 епізод)                                 |
| 2011      | с  | Все законно                          | Fairly Legal            | Пол Шелтон (1 епізод)                           |
| 2010      | с  | Декстер                              | Dexter                  | Коул Гармон (4 епізоди)                         |
| 2010      | с  | Чорна мітка / Термінове повідомлення | Burn Notice             | Мейсон Ґілрой (5 епізодів)                      |
| 2009      | с  | Свідомість                           | Mental                  | Д-р Джек Галлахер (13 епізодів)                 |
| 2007—2008 | с  | Втеча з в'язниці                     | Prison Break            | Джеймс Вістлер (14 епізодів)                    |
| 2005—2007 | с  |                                      | All Saints              | Д-р Шон Еверлі (55 епізодів)                    |
| 2006      | ф  | Макбет                               | Macbeth                 | Детектив Кейтнесс                               |
| 2006      | кф |                                      | Sexy Thing              | Батько                                          |
| 2005      | с  |                                      | The Secret Life of Us   | Пірс (3 епізоди)                                |
| 2004      | с  | Стінгери                             | Stingers                | Шон Гантер (6 епізодів)                         |
| 2003      | с  |                                      | Blue Heelers            | Ендрю Перкісс (1 епізод)                        |
| 2003      | с  |                                      | Doctors                 | Чарльз (1 епізод)                               |
| 2002      | с  | Чисто англійське вбивство            | The Bill                | Комп'ютерний експерт (1 епізод)                 |
| 2001      | с  |                                      | Peak Practice           | Джон / SHO (2 епізоди)                          |
| 1998      | с  | Кавана, королівський адвокат         | Kavanagh QC             | Йоб (1 епізод)                                  |